# The Search (film 2014)
The Search è un film del 2014 diretto da Michel Hazanavicius, remake di Odissea tragica di Fred Zinnemann.

## Trama
1999, Cecenia. Dopo aver assistito al massacro dei suoi genitori, Hadji, un bambino di 9 anni, riesce a salvare il fratello neonato e a fuggire dal suo villaggio. Mentre vaga per la strada incontra Carole, capo delegazione dell'Unione europea per i diritti umani.
Nel frattempo Raïssa, la sorella maggiore, anch'essa sopravvissuta, cerca disperatamente i fratelli tra la folla dei rifugiati. Kolia ha 20 anni, con un pretesto viene costretto ad arruolarsi nell'esercito russo e a partecipare alle azioni di guerra. Dopo numerosi tentativi, Raïssa riesce a ritrovare i suoi fratellini.

## Distribuzione
Il film è stato presentato in concorso al Festival di Cannes 2014. Nelle sale francesi è uscito il 26 novembre 2014, in Italia il 5 marzo 2015.